# Bat Masterson
Bat Masterson, pseudonimo di William Barclay Masterson (Québec, 27 novembre 1853 – New York, 25 ottobre 1921), è stato un poliziotto, pistolero e giornalista statunitense.

## Biografia
Il padre Thomas Masterson e la madre Catharine Mc Gurk ebbero sette figli dei quali "Bat" fu il secondo. Nel 1861 tutta la famiglia si recò dal Canada nello Stato di New York in cerca di lavoro. Negli anni seguenti "Bat", insieme ai suoi fratelli ed ai genitori si spostò ancora verso l'ovest dove, essendo in atto la migrazione di massa che stava portando alla colonizzazione di quelle terre, le possibilità di lavoro erano maggiori. Nel 1869 si stabilì a Wichita, una "cittadina del bestiame" nella contea di Sedgwick del Kansas.
Poi, nel 1871, assieme ai fratelli Ed e Jim, trovò lavoro come cacciatore di bisonti. Questa occupazione era all'epoca assai remunerativa poiché vi era una grande richiesta non solo delle pelli ma anche della carne necessaria a nutrire le migliaia di operai che lavoravano alle ferrovie allora in costruzione.
Il 27 giugno 1874 partecipò alla famosa battaglia di Adobe Walls contro i guerrieri Kiowa e Comanche che cercavano di contrastare lo sterminio dei bisonti, la loro risorsa di vita fondamentale. Nello stesso anno si spostò a Dodge City e si arruolò nell'Esercito come guida sotto il colonnello Nelson Miles e partecipò a varie azioni contro i Cheyenne. Nel 1875 lavorò ancora come cacciatore e conducente di carri.
Fin da quando era arrivato nel West si era distinto per la sua eccezionale abilità di tiratore. Famoso fu il suo scontro avvenuto in Texas con un caporale dell'Esercito, Melville King, per ragioni di giuoco, che si concluse con l'uccisione del militare e l'assoluzione di "Bat" che aveva agito per legittima difesa.
Masterson tornò successivamente nel Kansas dove si arruolò nella Polizia di Dodge City. Nel 1877 fu eletto sceriffo della contea di Ford dove riuscì ad arrestare la banda di Rudabaugh-Rourke al completo. Seguì una lunga serie di arresti da lui operati in vari stati dell'Ovest, durante i quali egli cercò sempre di ricorrere alle armi il meno possibile.
Per questo godette sempre della stima dei concittadini: il suo carattere flemmatico e bonario, il sangue freddo e l'abilità di tiratore ne fecero un uomo di legge ideale.
Diventato giornalista morì a New York, al tavolo di lavoro, per un attacco cardiaco.
Fino dal 1885 "Bat" scrisse vari articoli per il "Vox Populi" un giornale di Dodge. Trasferitosi a New York nel 1902, dopo un'altra breve esperienza nella Polizia, si dedicò ancora  al giornalismo descrivendo le sue esperienze nell'Ovest sul "New York Morning Telegraph". Essendo stato amico o almeno conoscente di altri uomini della "frontiera", a loro volta divenuti leggendari (come Wyatt Earp, Doc Holliday ecc.), poté descriverne la personalità e le gesta in articoli che ebbero grande successo. Negli ultimi anni si dedicò anche al giornalismo sportivo, soprattutto nel settore del pugilato.

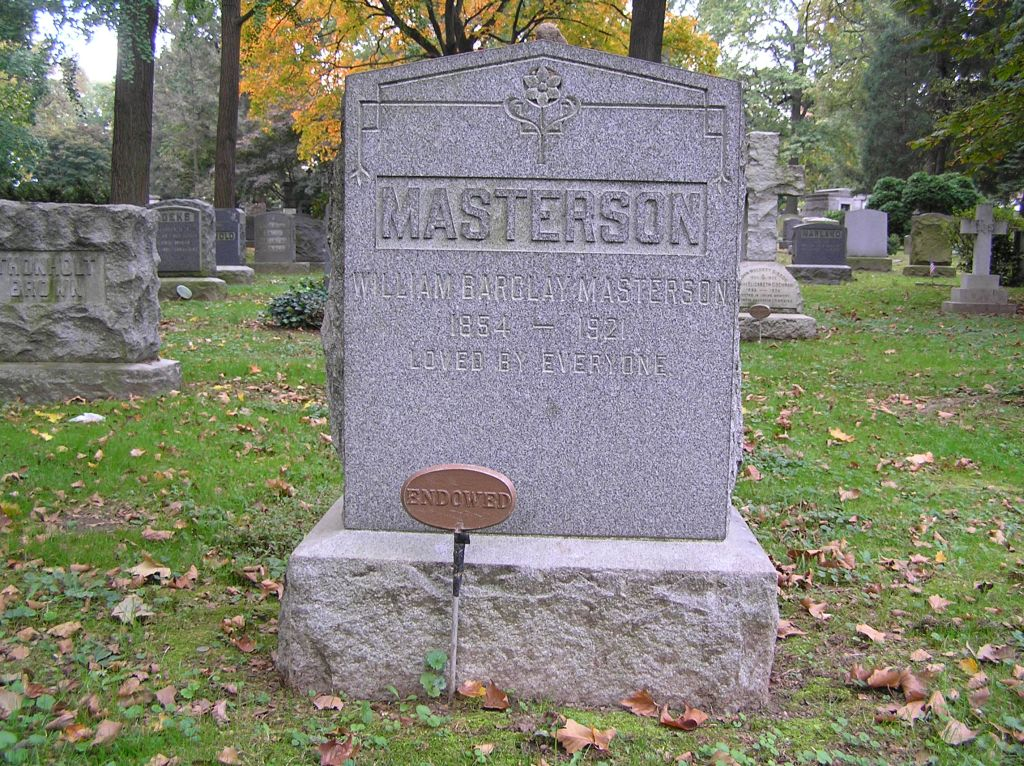
Tomba di Bat Masterson nel cimitero di Woodlawn

Morì nel 1921 e fu sepolto nel cimitero di Woodlawn, nel borgo newyorkese di Bronx.

## Citazioni e omaggi
- Bat Masterson compare nella Saga di Paperon de' Paperoni, nel capitolo 8 bis (La prigioniera del fosso dell'agonia bianca), ambientato durante la corsa all'oro del Klondike; è uno dei personaggi storici che compaiono nel manga di ambientazione western Sam il ragazzo del West e compare nel fumetto Deadwood Dick, ispirato all'opera di Joe R. Lansdale, pubblicato in Italia da Sergio Bonelli Editore.